# Választások 2013-ban
További választási listákat lásd: 2008 • 2009 • 2010 • 2011 • 2012 • 2014
Ez az oldal a 2013-ban lebonyolítandó elnök- és országgyűlési választásokat, illetve egyéb, politikai jellegű népszavazásokat sorolja fel a világ minden országában, teljességre törekedve.

## Január
- január 11-12: Csehország, elnöki, 1. forduló
- január 20.: Ausztria, népszavazás
- január 22.: Izrael, parlamenti
- január 23.: Jordánia, parlamenti
- január 25-26: Csehország, elnöki, 2. forduló
- január 27.: Bulgária, népszavazás az atomenergiáról

## Február
- február 1-3: Liechtenstein, parlamenti
- február 3.: Kuba, parlamenti
- február 10.: Monaco, parlamenti[1]
- február 17.: Ecuador, elnöki és parlamenti
- február 17.: Ciprus, elnöki[1]
- február 18.: Örményország, elnöki
- február 22.: Dzsibuti, parlamenti
- február 24-25: Olaszország, parlamenti
- Kamerun, parlamenti

## Március
- március 4.: Kenya, parlamenti és elnöki
- március 9.: Málta, parlamenti
- március folyamán: Malajzia, parlamenti
- Albánia, parlamenti

## Április
- április 21.: Paraguay, elnöki és parlamenti[1]
- április 21. és május 5.: Francia Polinézia, népgyűlési
- Montenegró, elnöki[1]

## Május
- Olaszország, elnöki[1]
- Andorra, parlamenti (tentative)[1]
- Mongólia, elnöki[1]
- május 12.: Guinea, parlamenti
- május 13.: Fülöp-szigetek, általános (szenátusi és parlamenti)[1]

## Június
- június 14.: Irán, elnöki
- június 23.: Albánia, parlamenti
- június 23.: Tunézia, parlamenti és elnöki
- San Marino, parlamenti[1]
- Katar, parlamenti (előzetes)[1]

## Július
- Kambodzsa, parlamenti[1]

## Szeptember
- Németország, szövetségi[1]
- Makaó, parlamenti[1]
- Ruanda, parlamenti[1]
- Ausztria, parlamenti[1]

## Október
- Grúzia, elnöki[1]
- Azerbajdzsán, elnöki[1]
- Etiópia, elnöki[1]

## November
- Tádzsikisztán, elnöki[1]
- Honduras, elnöki és parlamenti[1]
- Szent Ilona, parlamenti[1]

## December
- Chile, elnöki[1]
- Türkmenisztán, parlamenti[1]

## Ismeretlen
- Pakisztán, elnöki és parlamenti (előzetes)[1]
- Kuba, elnöki[1]
- Dominikai Köztársaság, elnöki[1]
- Ecuador, elnöki és parlamenti[1]
- Maldív-szigetek, elnöki[1]
- Mauritius, elnöki[1]
- Nauru, elnöki és parlamenti[1]
- Szerbia, elnöki[1]
- Trinidad és Tobago, elnöki[1]
- Zimbabwe, elnöki[1]
- Grenada, parlamenti[1]
- Belize, parlamenti[1]
- Dzsibuti, parlamenti[1]
- Aruba, parlamenti[1]
- Bulgária, parlamenti[1]
- Kajmán-szigetek, parlamenti[1]
- Chile, parlamenti[1]
- Izland, parlamenti[1]
- Izrael, parlamenti[1]
- Libanon, parlamenti[1]
- Liechtenstein, parlamenti[1]
- Montenegró, parlamenti[1]
- Északi-Mariana-szigetek, parlamenti[1]
- Norvégia, parlamenti[1]
- Szváziföld, parlamenti[1]
- Banglades, parlamenti[1]
- Mikronézia, parlamenti[1]
- Argentína, parlamenti[1]

## 2013 vagy korábban
- Japán, parlamenti (augusztus 30 előtt)[1]
- Ausztrália, szövetségi (november 30 előtt)[1]
- Málta, parlamenti (2013 július előtt)[1]
- Tunézia, elnöki és parlamenti[1]

## 2013 vagy később
- Falkland-szigetek, parlamenti (2014. január 20. előtt)[1]
- Fidzsi-szigetek, parlamenti (2014 szeptember előtt)[1]